# Rocco Rodio
Rocco Rodio (* ca. 1535 in Bari; † 1607) war ein italienischer Renaissance-Komponist und Musiktheoretiker, der vor allem für seine geistlichen Werke und seine Ricercare für Tasteninstrumente bekannt ist. Er gehörte der neapolitanischen Schule an.

## Biografie
Rodio führte anscheinend ein kosmopolitisches Leben, er arbeitete möglicherweise auch am polnischen Hof und ließ sich dann in Neapel nieder. Rodio war mit verschiedenen Mitgliedern der Akademie von Carlo Gesualdo in Neapel bekannt, organisierte zusammen mit anderen neapolitanischen Musikern eine Camerata di Propaganda per l’Affinamento del Gusto Musicale und pflegte wahrscheinlich auch Verbindungen zu polnischen und spanischen Komponisten.
Rodios Werk, sowohl in der Musik als auch in der Musiktheorie, war für seine Zeit fortschrittlich und zeigt einen kompetenten Komponisten. Seine Abhandlung Regole di musica verbreitete sich sowohl in Italien als auch außerhalb der Grenzen. Rodios Libro primo di ricercate (1575) ist die früheste erhaltene Partitur für Tasteninstrumente. Es enthält fünf Ricercare und vier Fantasien, die alle von einer sehr individuellen harmonischen Sprache geprägt sind. Dieser Druck stellt zusammen mit Antonio Valentes Intavolatura de cimbalo die frühesten Werke der sogenannten neapolitanischen Schule dar, zu der später bedeutende Komponisten wie Ascanio Mayone und Giovanni Maria Trabaci gehörten.

## Liste seiner Arbeiten

### Musik
- Missarum decem liber primus, Messen für 4–6 Stimmen (Rom, 1562)
- Libro primo di ricercate, für Tasteninstrumente (Neapel, 1575)
- Il secondo libro di madrigali, Madrigale for 4 Stimmen (Venedig, 1587)
- Duetti (1589), verschollen
- Il primo libro di madrigali, verschollen
- Lieder, Motetten, und weitere Stücke als Manuskripte erhalten

### Schriften
- Regole di musica di Rocco Rodio sotto brevissime risposte ad alcuni dubij propostigli da un cavaliero, intorno alle varie opinioni de contrapontisti con la dimostratione de tutti i canoni sopra il canto fermo (Napoli, 1600)[1]